# Амбракийски залив
Амбракийският залив, известен още и като Артенски залив, Амвракикос и Амбракийска лагуна, се намира в Южен Епир на Йонийско море.
Дължината на залива е около 40 километра, а ширината му е 15 км. Площта е 654-830 км². Известен е с битката при Акциум през античността.
Свързан е с Йонийско море с канал между градовете Превеза и Актио, широк едва 700 м, а между Порт Превеза и нос Акри се стеснява до 420 м. Това и факта, че в него се вливат две реки - Арта и Лурос, правят водата по-слабо солена и по-топла, съответно богата на планктон, а от там и на риба.